# Til Til
Tiltil o Til Til (mapudungun: til-til: 'Piedra, Piedra’, también 'desnudo', de triltran (adj). ‘desnudo' o de trililamun, 'andar sonámbulo tintineando con algo (como campanitas o espuelas) que se lleva puesto') es una comuna y pueblo chileno ubicado en la zona norte de la Región Metropolitana, y cuya población es de 19 312 personas, según el censo de 2017.

## Historia

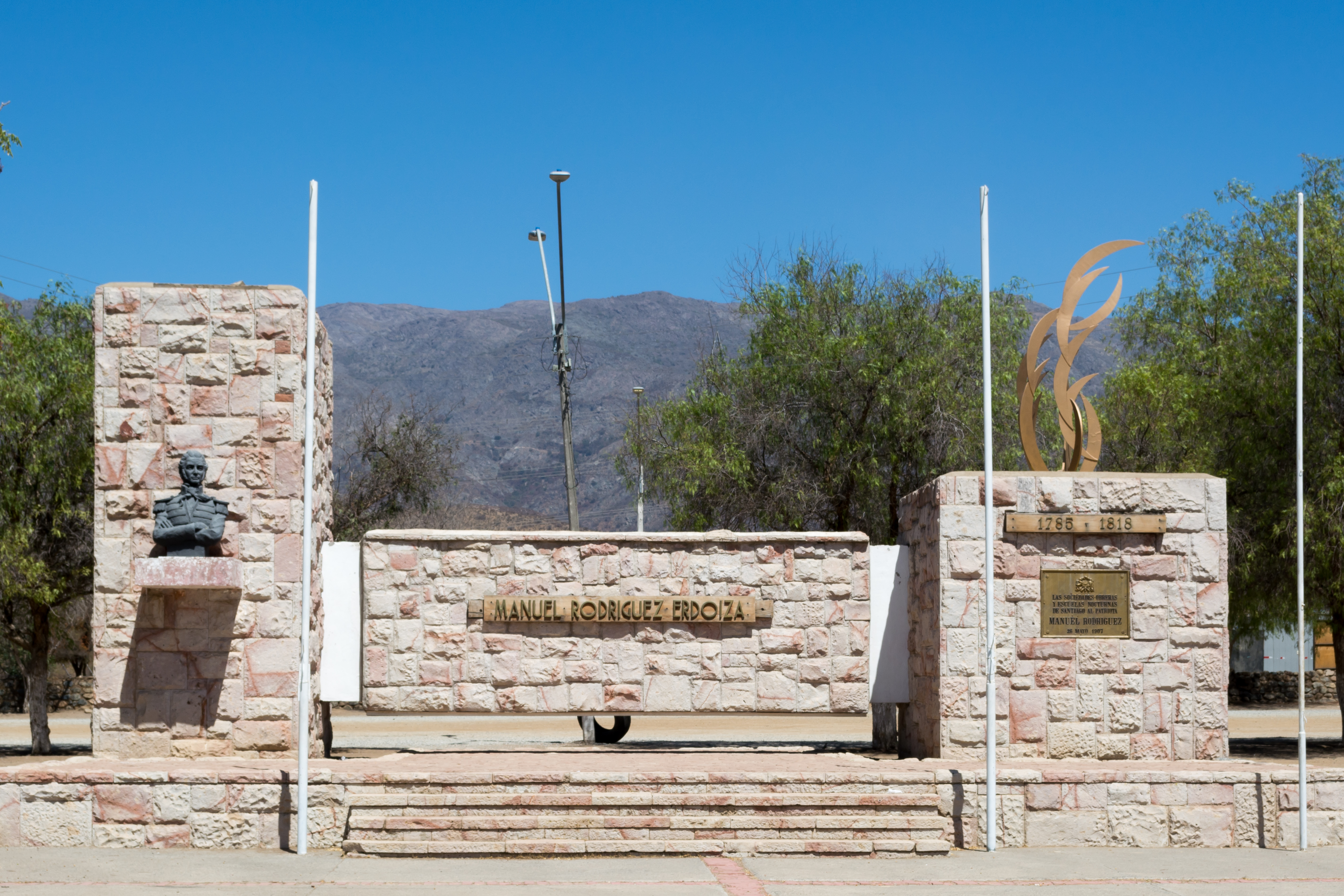
Monumento a Manuel Rodríguez en Tiltil.

Históricamente, se le identifica como el escenario donde fue asesinado en 1818 Manuel Rodríguez Erdoíza, caudillo y prócer de la patria. Hoy en día, se conoce por el Penal de Punta Peuco, donde están encarcelados dirigentes y agentes de la dictadura de Pinochet condenados por violaciones de los derechos humanos.
Francisco Solano Asta-Buruaga y Cienfuegos escribió en 1899 en su Diccionario Geográfico de la República de Chile : 817  sobre Til Til y lo identifica como 'aldea':

Tiltil.-—Aldea del departamento de Santiago situada al extremo noroeste del mismo departamento y distante 50 kilómetros hacia ese rumbo de la ciudad de Santiago, yaciendo por los 33º 05' Lat. y 70º 54' Lon. Está asentada á 568 metros sobre el nivel del Pacífico, en la falda de un cerro mediano de la sierra de la parte boreal, en el cual así como en la quebrada inmediata de un arroyo que se reúne más al S. con el de Chacabuco para formar el riachuelo de Lampa, se descubrieron las ricas minas y lavaderos de oro de los cuales trae su origen este pueblo, el que ya contenía en 1712, poco después del descubrimiento, una regular población con una iglesia y cinco trapiches para la molienda de los minerales de esas minas. Mas hoy con la diminución del producto de éstas, el pueblo sólo contiene 508 habitantes, una escuela gratuita, estafeta, oficina de registro civil y su iglesia, vice-parroquial de la de Lampa, que dista al S. once kilómetros. Por esta aldea corre el antiguo camino que de Santiago sigue por la cuesta de la Dormida hasta Limache. Próxima al O. de ella se halla la estación de su nombre en el ferrocarril de Santiago, y al S. de ésta junto á la misma vía se ha erigido en mayo de 1863 una pirámide á la memoria del coronel Don Manuel Rodriguez, distinguido patriota que fué muerto en este sitio el 26 de ese mes del año 1818. El nombre parece provenir de la duplicación apocopada del araucano thili, indicando multitud, y así significaría muchos triles, especie de tordos pequeños (Xanthornus cayenensis).

El geógrafo chileno Luis Risopatrón lo describe como una ‘aldea’ en su libro Diccionario Jeográfico de Chile en el año 1924: : 881 

Tiltil (Aldea). 33° 06' 70° 56 Cuenta con servicio de correos, rejistro civil, escuelas públicas i estación de ferrocarril i se encuentra a 578 m de altitud, en la márjen W de la quebrada del mismo nombre, a 7 kilómetros al S de la estación de San Ramón i a 10 kilómetros al N ele la de Polpaico; aparecenlas esquitas cristalizadas en sus alrededores i en ellos se descubrieron a principios del siglo xviii, minas de oro, relativamente pobres para aquel entonces, cuyo asiento en la márjen E de la quebrada, contenia en 1712.una regular población, con una capilla i cinco trapiches para la molienda de los minerales, asiento que fué destruido en el terremoto de 1730. Como a 5 kilómetros hácia el S E , se hallan unas vertientes de aguas medicinales; en 3 años de observaciones se ha anotado 438.5 mm como promedio anual de agua caida. 62. i, p. XLIX; 63, p. 244 i 246; 66. p. 54 i 319; 68, p. 246; 101, p. 425; 105, p. 97; 104, p. 45 i perfil; 155, p. 817; i 157, p. 129; pueblo en 3, v, p. 132 (Alcedo, 1789); i minas en 18, p. 96 (1712).

## Medio ambiente

### Geomorfología y componentes abióticos

Trazado simplificado de los ecosistemas y cuerpos de agua presentes en la comuna de Tiltil.

La comuna de Tiltil se encuentra emplazada en las unidades geomorfológicas de Cuencas transicionales semiáridas, Cordillera de la costa y Cuenca de Santiago; y presenta según la clasificación climática de Köppen clima mediterráneo de lluvia invernal (Csb), clima mediterráneo de lluvia invernal de altura (Csb (h)) y clima semiárido de lluvia invernal (BSk (s)), con temperaturas de más de 30 °C en verano y hasta -9 °C en invierno, siendo una de las comunas con las temperaturas más extremas de la Región Metropolitana de Santiago.
Esta además se halla entre las cuencas hidrográficas de río Aconcagua y río Maipo. Además, la comuna posee diversos cuerpos de agua, entre los que se destacan el estero Lampa, quebrada El Atajo, canal Polpaico y embalse Huechún.

### Componentes bióticos
Dentro del territorio de la comuna se pueden hallar los siguientes ecosistemas:
- Bosque caducifolio mediterráneo costero donde predominan Nothofagus macrocarpa y Ribes punctatum (Vulnerable)
- Bosque esclerófilo mediterráneo andino donde predominan Quillaja saponaria y Lithrea caustica (Vulnerable)
- Bosque esclerófilo mediterráneo costero donde predominan Cryptocarya alba y Peumus boldus (Vulnerable)
- Bosque espinoso mediterráneo andino donde predominan Acacia caven y Baccharis paniculata (Vulnerable)
- Bosque espinoso mediterráneo interior donde predominan Acacia caven y Prosopis chilensis (Vulnerable)
- Matorral bajo mediterráneo costero donde predominan Chuquiraga oppositifolia y Mulinum spinosum (Vulnerable)
- Matorral espinoso mediterráneo interior donde predominan Trevoa quinquinervia y Colliguaja odorifera (Preocupación menor)

### Medidas de protección ambiental y conflictos socioambientales
Hasta 2022, la comuna de Tiltil cuenta con las siguientes zonas que poseen algún nivel de protección ambiental:
- Ampliación Sur La Campana (Sitios ERB)[14]
- Chacabuco - Peldehue (Sitios ERB)[15]
- Colliguay (Sitios ERB)[16]
- El Roble (Sitios Ley 19.300)[17]
- Fundo Huechún (Sitios ERB)[18]
- Humedal de Batuco (Sitios ERB)[19]
- La Campana - Peñuelas (Reserva Biósfera)[20]
- Parque Nacional La Campana (Parque Nacional)
- Sant. De la Naturaleza el Roble (Asociación de comuneros de Caleu) (Iniciativa de Conservación Privada)[21]
- Santuario de la Naturaleza Sector del Cerro El Roble (Santuario de la Naturaleza)[22]

### Flora y fauna
La fauna es igualmente abundante: en los sectores altos hay pumas, gatos salvajes, águilas y cóndores; más abajo, chinchillas y vizcachas, tucúqueres, chingues, zorros y culpeos, picaflores gigantes, torcazas, tórtolas, perdices, codornices, diucas, tencas y loicas.

## Demografía
La componen el pueblo homónimo, Huertos Familiares, Polpaico, Rungue, Montenegro, Cerro Blanco, Santa Matilde, Caleu, Huechún y Alto El Manzano, entre otras localidades. 
En la época colonial, era lugar de explotación minera cuprífera. Hoy en día, se extrae mayoritariamente piedra caliza y áridos. 
La comuna es lugar de tradiciones huasas. También es conocida por su abundante producción de tunas y olivos.

## Administración

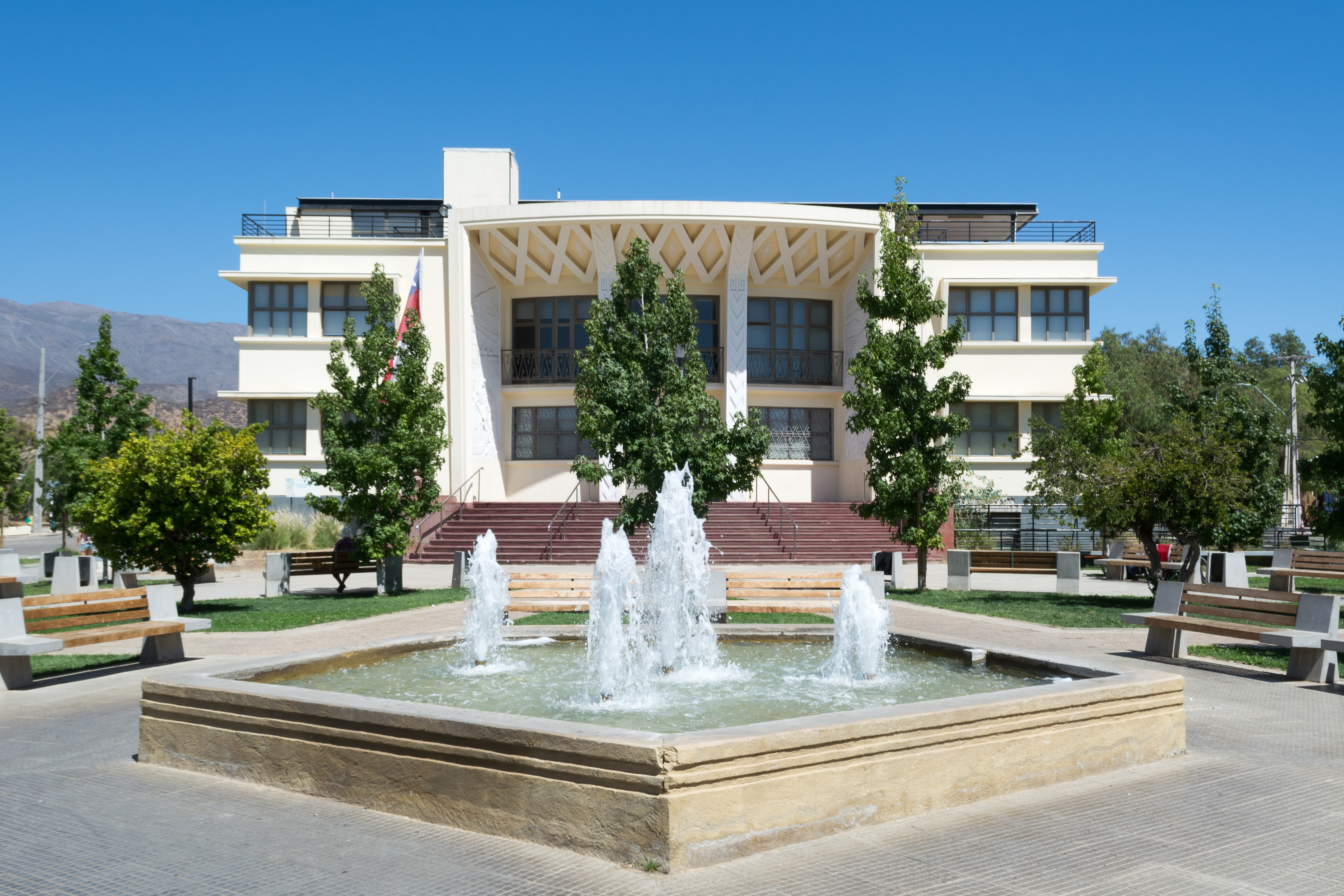
Edificio Consistorial de la Municipalidad de Tiltil.

### Municipalidad
La Municipalidad de Til Til es dirigida en el período 2024-2028 por el alcalde César Mena Retamal (Ind./REP). El concejo municipal está compuesto por:
- Katherine Migliardi Jiménez (Ind./REP)
- Eva Vargas Aburto (UDI)
- Nelda Gil Gómez (FA)
- Elvio Santana González (PCCh)
- Exequiel Leiva Sepúlveda (Ind./RN)
- Guillermo Campos Hidalgo (PPD)

### Representación parlamentaria
Tiltil pertenece al distrito electoral n.º 8 y a la 7.ª Circunscripción Senatorial (Región Metropolitana). Es representada en la Cámara de Diputados del Congreso Nacional por los diputados Carmen Hertz Cádiz (PCCh), Claudia Mix Jiménez (FA), Joaquín Lavín León (UDI), Cristián Labbé Martínez (UDI), Alberto Undurraga Vicuña (DC), Agustín Romero Leiva (REP), Viviana Delgado Riquelme (Ind./PL) y Rubén Oyarzo Figueroa (PDG) en el periodo 2022-2026.
A su vez, en el Senado la representan Fabiola Campillai Rojas (Ind.), Claudia Pascual (PCCh), Luciano Cruz Coke (EVOP), Manuel José Ossandon (RN) y Rojo Edwards (PSC) en el periodo 2022-2030.

## Economía
En 2018, la cantidad de empresas registradas en Tiltil fue de 384. El Índice de Complejidad Económica (ECI) en el mismo año fue de -0,27, mientras que las actividades económicas con mayor índice de Ventaja Comparativa Revelada (RCA) fueron Recolección de Productos Marinos, como Perlas Naturales, Esponjas, Corales y Algas (525,06), Cultivo Tradicional de Hortalizas Frescas (229,83) y Transporte de Pasajeros en Vehículos de Tracción Humana y Animal (98,07).

## Transporte

### Buses
| Recorrido           | Inicio                    | Fin     |
| ------------------- | ------------------------- | ------- |
| Cobrexpress         | Intermodal Vespucio Norte | Til Til |
| Transportes Samella | Terminal San Borja        | Til Til |

### Colectivos
La comuna no cuenta con un servicio autorizado de Taxis colectivos.

### Metrotren
Se prevé que en el año 2026 la línea férrea Metrotren Batuco conecte la comuna de Quinta Normal en la provincia de Santiago con la ciudad de Batuco, en un tiempo menor a una hora; esto implicaría la construcción de una nueva estación Batuco en las cercanías de la ciudad. Se tiene contemplado una futura extensión hacia Tiltil.

## Deportes

### Fútbol
La comuna de Til Til ha tenido tres clubes participando en los Campeonatos Nacionales —Unión Til Til (Cuarta División 1996-2002)—  también el club Deportivo Polpaico de la localidad homónima (Cuarta División 1983, 1995-1997 y Tercera División 1998)—  y el Club Deportivo Alianza Huertos Familiares (Tercera División B 2022).

## Medios de comunicación

### Radioemisoras
FM
- 105.9 MHz - Entre Montañas
- 106.1 MHz - Renacer

### Televisión
TDT
- 8.1 - TVN HD
- 8.2 - NTV
- 10.1 - Canal 13 HD
- 10.2 - T13 En Vivo